# گل‌سنگ (زمین‌شناسی)

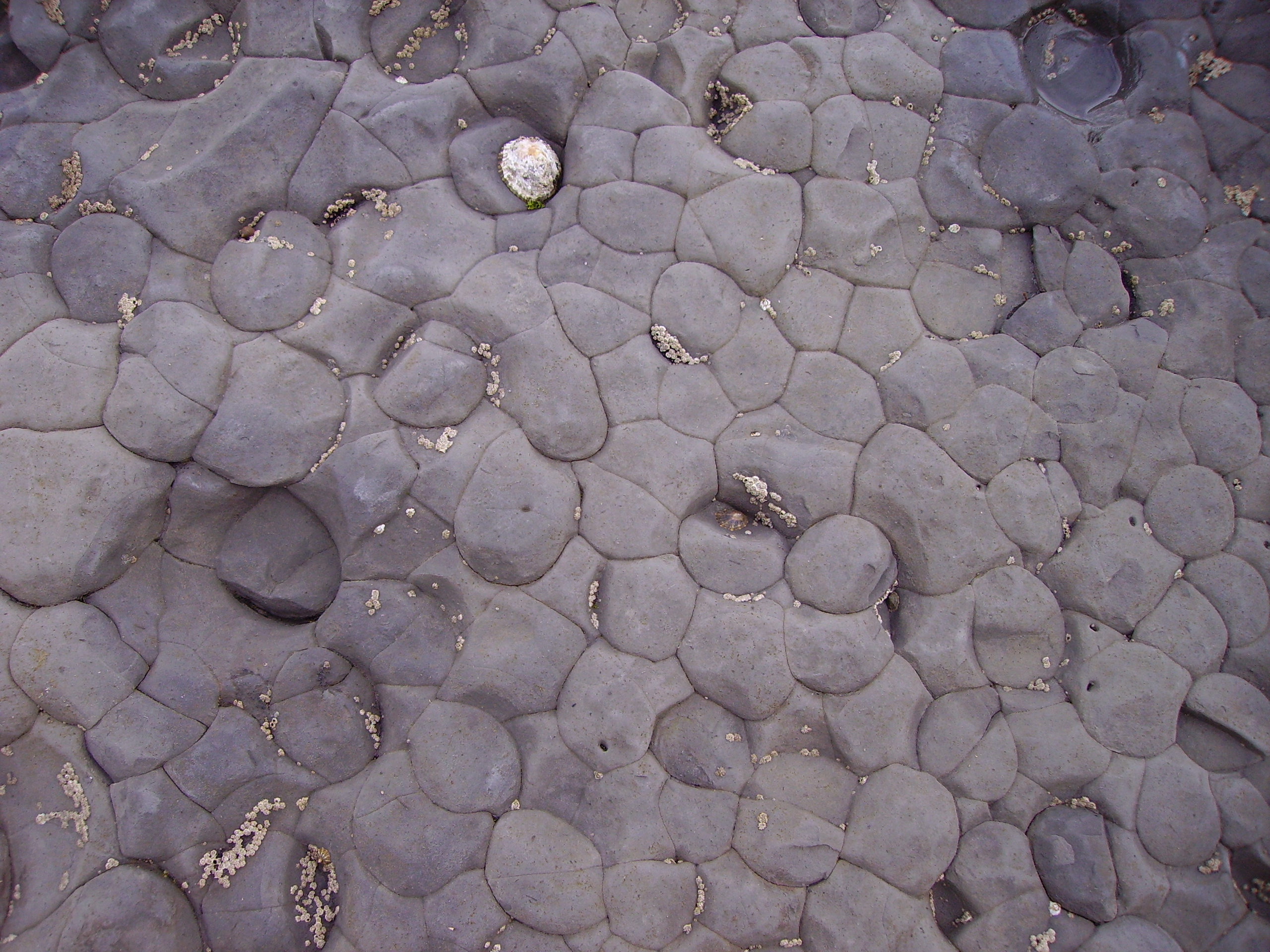
گل‌سنگ در ساحل شرقی لایم ریجیس، انگلستان

گِل‌سنگ (انگلیسی: Mudstone) به نوعی سنگ رسوبی دانه‌ریز گفته می‌شود، که ذرات اصلی تشکیل‌دهنده آن رس و گل است.
اندازه دانه در گل‌سنگ‌ها تا ۰٫۶۲۵ میلی‌متر (۰٫۰۰۲۴۶ اینچ) است و دانه‌بندی آن به قدری کوچک است که بدون میکروسکوپ قابل تشخیص نیست. با افزایش فشار در طول زمان، ممکن است مواد معدنی رس فلزی با ظاهر شکافت یا لایه‌بندی موازی تراز شوند
گل‌سنگ را می‌توان به این سه گروه، تقسیم‌بندی کرد:
- لای‌سنگ یا سیلتستون که بیش از نیمی از ترکیب آن از ذرات با اندازه لای (سیلت) تشکیل شده‌است.
- رس‌سنگ که بیش از نیمی از ترکیب آن از ذرات با اندازه رس تشکیل شده‌است.
- گل‌سنگ یا گل سخت‌شده، ترکیبی از ذرات با اندازه لای و رس. گل‌سنگ می‌تواند شامل شیل و آرژیلیت باشد.